# 4-Trifluormethyl-2,5-dimethoxyphenethylamin
4-Trifluormethyl-2,5-dimethoxyphenethylamin (abgekürzt 2C-TFM) ist eine psychedelische Forschungschemikalie, die aufgrund ihrer Struktur zu den Stoffgruppen der Phenolether, der Phenethylamine sowie der 2C-Stoffgruppe zählt.

## Geschichte
Eine Arbeitsgruppe um den amerikanischen Pharmazeuten David E. Nichols synthetisierte 2C-TFM erstmals und beschrieb 1994 Synthese, Rezeptor-Bindungsaffinitäten und Substanzdiskriminationsstudien an Ratten.

## Pharmakodynamik
Sehr wenig ist über die Wirkung von 2C-TFM im menschlichen Körper bekannt. Die Wirkungsweise des 2C-TFMs als potenter Agonist der 5-HT2A/2C-Rezeptoren wurde beschrieben.

## Pharmakokinetik
Die oral wirksame Dosis im Menschen gibt Trachsel mit 3–5 mg an, die Wirkdauer liegt bei 5–7 Stunden.